# Cryptantha setosissima
Cryptantha setosissima là loài thực vật có hoa trong họ Mồ hôi. Loài này được (A.Gray) Payson mô tả khoa học đầu tiên năm 1927.